# Parastichopora vanna
Parastichopora vanna är en mossdjursart som beskrevs av Cook och Chimonides 1981. Parastichopora vanna ingår i släktet Parastichopora, ordningen Cheilostomatida, klassen Gymnolaemata, fylumet mossdjur och riket djur. Inga underarter finns listade i Catalogue of Life.